# 青木秀樹 (音楽家)
青木 秀樹（あおき ひでき、11月4日 - ）は、日本のエンターテイナー、ミュージシャン、音楽プロデューサー。長野県長野市出身。青木 秀麻呂名義でカブキロックスのメンバーとしても活動。

## 経歴
1985年、ロックバンドHysteric Glamor（ヒステリック・グラマー）結成。当時全盛だった原宿ホコ天で圧倒的な人気を誇り、数々のテレビ番組で取り上げられる。ミニLP『Glamorous POP（グラマラス・ポップ）』リリース。
よりインパクトのあるヴィジュアル性を求めて1989年、カブキロックスを結成。当時の人気テレビ番組『三宅裕司のいかすバンド天国』（通称 イカ天）に出演。イカ天大賞 受賞を経てアポロンよりメジャー・デビュー。有線大賞新人賞を受賞、東京音楽祭日本代表として出演した。アルバム「KABUKI-ROCKS」「MASQUERADE」、 シングル「お江戸-O・EDO-」「虹の都」（ドラゴンクエスト主題歌）をリリース。
1990年12月、自らの音楽性“グラムロック“を更に追求したLOVE MISSILE（ラヴミサイル）を結成。その後正式にカブキロックスを脱退。1991年4月、フィールドワークスよりミニアルバ ム『LOVE MISSILE』を発表。1992年4月、日本クラウンよりメジャー・デビュー。3枚のアルバム『First Kiss』『Believe』『Illusion』および4枚のシングル「涙のラストキッス」「この胸のときめきを」「お別れのKissからもう一度やりなおそう」「I Want You」を発表。LOVE MISSILE はTHE YELLOW MONKEY・すかんち・マルコシアス・バンプとともに日本の“グラムロック四天王”と称された。
LOVE MISSILE在籍時から女性アイドル、アニメソングなど数々の楽曲を提供してきたが、1995年1月以降は主に音楽プロデューサー・作曲家としてTOKIOに「ロマンチストは傷つかない」「シェリーアムー ル」「ジュリエット」「渡せないエンジェル」を提供。他にも、杉本理恵「ときめきアイランド」「七つの海と空」、遠野舞子「Sunshine Love～恋は二人を離さない～」、小川はる子「クレイジームーン」、長沢美樹「彼方へFar Away」、Pas de Deux「21st Century Girl」などの楽曲提供がある。
2000年、長年構想を温めてきたグラムロック・バンドLOVE ME DOを結成。リーダー兼ギタリストとして大人が口ずさめる上質な和製ポップス調ロックを発信し続けている。
2002年、カブキロックスに大槻セイシローと共に復帰。
2013年、LONDON BLUEの音楽プロデューサーに就任。

## 人物
- 身長186cm、体重57kg、血液型O型、誕生日11月4日
- 趣味：ハート泥棒、特技：夢先案内
- 好きなアーティスト：ベイ・シティ・ローラーズ、フィル・スペクター、フランシス・レイ、グラムロック全般
- 大切にしているもの：セピア色のメモリー
- ファンに一言：爪の先までI Love You

## エピソード
- 19歳の時に芸能プロダクションから俳優にスカウトされたことがある[要出典]。